# بریجت پارکر
بریجت پارکر (انگلیسی: Bridget Parker؛ زادهٔ ۵ ژانویهٔ ۱۹۳۹) سوارکار اهل بریتانیا است.